# Карабузино (Кашинский район)
Карабузино — деревня в Кашинском городском округе Тверской области.

## География
Деревня находится в 20 км на восток от города Кашина.

## История
В конце XIX — начале XX века деревня входила в состав Фроловской волости Калязинского уезда Тверской губернии. В 1889 году в деревне было 26 дворов, школа грамотности, кузница; промыслы: батраки, пастухи, отхожие - булочники, рабочие на фабриках Санкт-Петербурга.
С 1929 года деревня являлась центром Карабузинского сельсовета Кашинского района Бежецкого округа Московской области, с 1935 года — в составе Калининской области, с 1994 года — центр Карабузинского сельского округа, с 2005 года — центр Карабузинского сельского поселения, с 2018 года — в составе Кашинского городского округа.
В годы советской власти в деревне располагалось правление колхоза «Мечты Ильича».

## Население
| 1859 | 1888 | 1997 | 2002 | 2010 |
| ---- | ---- | ---- | ---- | ---- |
| 222  | ↗289 | ↘105 | ↘82  | ↘64  |